# لوئیس میشل (فیزیکدان)
 لوئیس میشل (انگلیسی: Louis Michel؛ زاده ۴ مهٔ ۱۹۲۳ درگذشته ۳۰ دسامبر ۱۹۹۹) یک فیزیک‌دان اهل فرانسه بود. 